# Rosenthaler Vorstadt

Die Rosenthaler Vorstadt, 1831–1920

Die Rosenthaler Vorstadt ist ein historischer Stadtteil, der heute zum Teil im Berliner Ortsteil Mitte liegt und sich jenseits davon in die Ortsteile Prenzlauer Berg und Gesundbrunnen erstreckt.

## Geographie
Die Rosenthaler Vorstadt wird begrenzt von der Brunnenstraße und der Oranienburger Vorstadt im Westen, der Berlin–Stettiner Eisenbahn und Gesundbrunnen im Nordwesten, der Grenze zum Ortsteil Pankow im Norden, der Prenzlauer Allee und der Königsstadt im Osten sowie der Torstraße und der Spandauer Vorstadt im Süden.

## Geschichte

### Namenserläuterung
Die 1750 angelegte erste Stadterweiterung vor dem Rosenthaler Tor hieß Voigtland oder Neu-Voigtland. Erst später setzte sich für die Vorstadt, die sich vor dem Rosenthaler Tor und Schönhauser Tor entwickelt hatte, der Name Rosenthaler Vorstadt durch. Von 1994 bis 2009 gab es ein Sanierungsgebiet gleichen Namens, das aber nur Teile der Rosenthaler aber auch der Oranienburger Vorstadt im Ortsteil Mitte umfasste. Seitdem ist der Name wieder im Sprachgebrauch, jedoch vor allem für die Fläche des ehemaligen Sanierungsgebietes. Seit 2007 gibt es auch eine Parkraumbewirtschaftungszone mit dem Namen Rosenthaler Vorstadt mit der Ausdehnung zwischen Torstraße, Schwedter Straße / Choriner Straße, Bernauer Straße sowie Friedrichstraße / Nordbahnhof.

### 17.–19. Jahrhundert
Bis 1740 war das Gebiet nördlich der Berliner Stadtgrenze unbebaut. Erst nachdem durch Abholzung freie Flächen entstanden waren, war eine Bebauung möglich. Am 22. September 1751 verfügte König Friedrich II. die Ansiedlung auswärtiger Bauleute mit ihren Familien. Bereits am 30. Mai 1752 erfolgte die Gründung der Ansiedlung und die Verteilung des Landes. Nach der Herkunft der angesiedelten Handwerker nannte man diesen Stadtteil im 18. und 19. Jahrhundert auch Neu-Voigtland. Dabei war der Begriff Das Voigtland in Berlin ein Synonym für die wachsenden sozialen Probleme in der Zeit der frühen Industrialisierung.
Von der ursprünglichen Bebauung mit eingeschossigen Zweifamilienhäusern ist zwar wegen des Baugeschehens der folgenden Jahrhunderte nichts mehr erhalten. Die Struktur der Grundstücke ist allerdings heute noch an den Nord-Süd-Straßen (Brunnenstraße, Bergstraße, Ackerstraße, Gartenstraße) ablesbar. Nachdem die Rosenthaler Vorstadt 1829–1831 nach Berlin eingemeindet worden war, wurde sie bis zum Beginn des Ersten Weltkriegs fast vollständig mit typischen Berliner Mietskasernen bebaut.
Seit 1895 war die Rosenthaler Vorstadt der bevölkerungsreichste Stadtteil des wilhelminischen Berlin.

### Seit dem 20. Jahrhundert

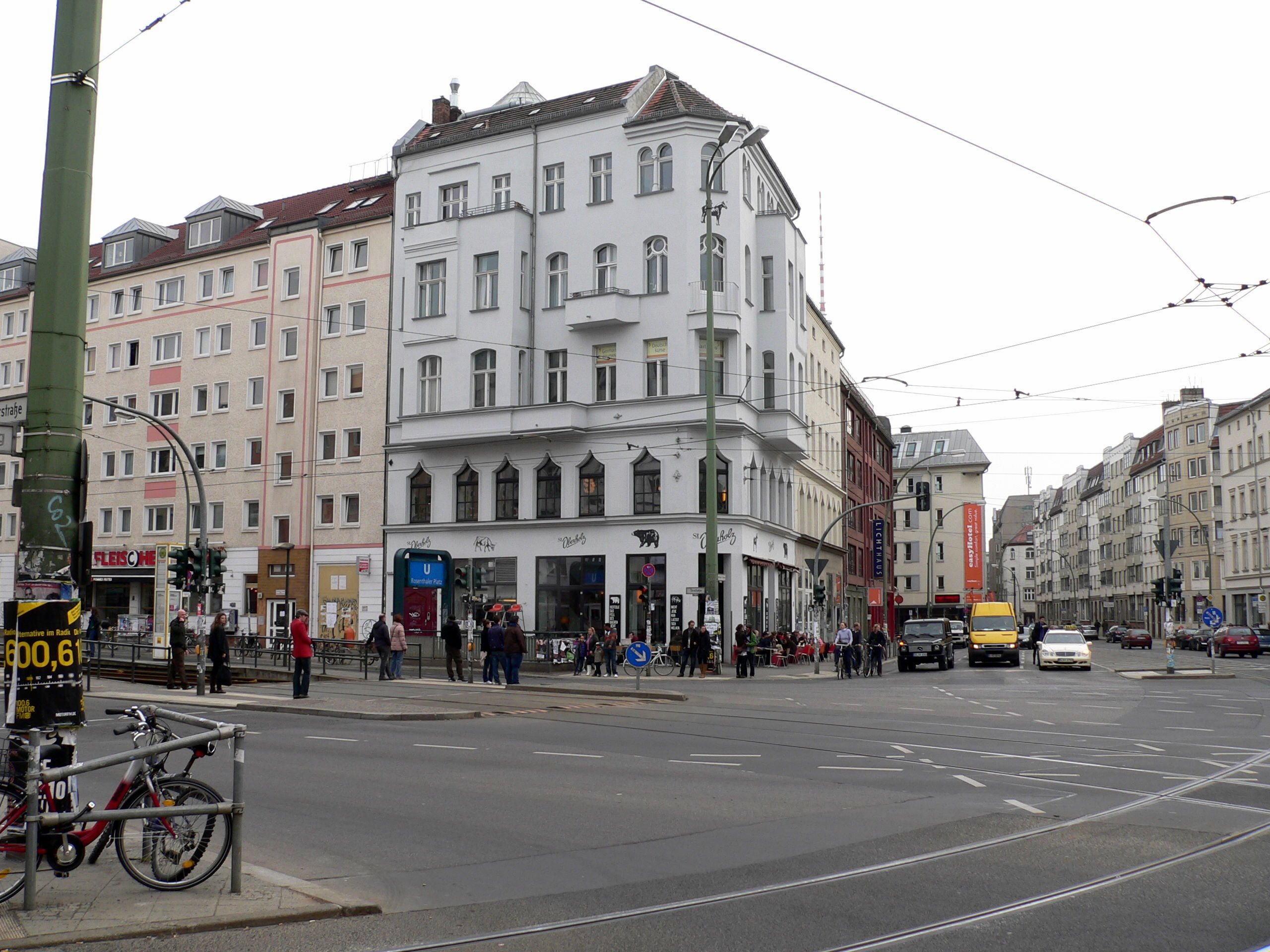
Rosenthaler Platz

Die Rosenthaler Vorstadt war ein typisches Arbeiterwohngebiet, was sich auch in entsprechenden Wahlergebnissen niederschlug.
Im Jahr 1920 wurde der größte Teil der Rosenthaler Vorstadt in den Bezirk Prenzlauer Berg eingegliedert. Das Gebiet nördlich der Bernauer und westlich der Schwedter Straße kam zum damaligen Bezirk Wedding. Zum Bezirk Mitte kam das Gebiet südlich der Bernauer Straße und westlich der Schwedter und Choriner Straße.
Ein großer Teil der Bebauung der Rosenthaler Vorstadt hat den Zweiten Weltkrieg überdauert. In den 1950er Jahren wurden zahlreiche Wohnhäuser äußerlich instand gesetzt und Kriegslücken, wie beispielsweise am Weinbergsweg, mit Wohnblöcken bebaut. In den 1980er Jahren war die Gegend um den Arkonaplatz ein Vorzeige-„Rekonstruktions“-Gebiet. Die Häuser wurden komplett modernisiert und in den Blockinnenbereichen beinahe alle Hinterhäuser abgebrochen – einerseits für mehr Freiflächen und andererseits um mehr Helligkeit in die Wohnungen zu bekommen. Am 9. Februar 1984 weihte Erich Honecker die zweimillionste Wohnung der DDR in der Swinemünder Straße 120 ein. Der größere Teil der Bebauung in der Rosenthaler Vorstadt erfuhr jedoch kaum oder nur geringe Instandhaltungsmaßnahmen.
Aus diesem Grund wurde 1994 für einen Teilbereich der Rosenthaler Vorstadt im Ortsteil Mitte das Sanierungsgebiet gleichen Namens festgesetzt. Bis 2009 wurde mit Millionen staatlicher Fördermittel die Bebauung saniert und die Infrastruktur, also die Situation bei den Spielplätzen, Schulen, Kindergärten, Straßenoberflächen usw. verbessert.

## Bevölkerung

### Bevölkerungsschichten
Die Rosenthaler Vorstadt war von Anfang an überwiegend ein Viertel für Arbeiter und das Kleinbürgertum. In Zeiten wirtschaftlicher Krisen grassierte zum Teil bitterste Armut in Teilen der Bevölkerung. Auch nach 1945 ist es eine eher einfache Wohngegend. Das ändert sich erst ab 1994. Zu Beginn der Sanierung ist der Anteil an alten Menschen und Studenten an der Bewohnerschaft noch hoch, bedingt durch die schlechte Bausubstanz und zahlreichen kleinen Wohnungen in den Hinterhäusern. Durch das Sanierungsgeschehen kam es zu einem fast vollständigen Bevölkerungsaustausch. Die Rosenthaler Vorstadt ist heute wegen der zentraumsnahen Lage ein begehrtes Wohngebiet, was sich aber auch in hohen Mieten und Kaufpreisen für Eigentumswohnungen ausdrückt. Lag das durchschnittliche Nettoeinkommen 1994 noch bei 961 Euro, betrug es 2009 bereits 2747 Euro.

### Einwohnerentwicklung
| Jahr | Einwohner |
| ---- | --------- |
| 1867 | 35.620    |
| 1871 | 46.244    |
| 1875 | 74.584    |
| 1880 | 113.453   |
| 1885 | 139.604   |
| 1890 | 175.865   |
| 1895 | 213.384   |
| 1900 | 253.149   |
| 1905 | 277.095   |
| 1910 | 309.551   |
| 1925 | 311.283   |

## Wirtschaft, Kultur und Sehenswürdigkeiten

### Ehemalige Brauereien
In der Rosenthaler Vorstadt wie auch in der benachbarten Königsstadt entstanden Mitte des 19. Jahrhunderts eine Anzahl Brauereien. Die ehemaligen Firmengelände mit ihren historischen Gebäuden sind heute gekennzeichnet durch einen Nutzungsmix aus Kultur, Handel und Gewerbe.
Das berühmteste Beispiel einer Umnutzung ist die Kulturbrauerei an der Sredzkistraße, mit Supermarkt, Kino, Gastronomie und zahlreichen Kulturorten wie beispielsweise das Kesselhaus. Auf dem Gelände der Königsstadt-Brauerei wurde ein großer Bürokomplex errichtet. In den denkmalgeschützten Brauereigebäuden gibt es eine Genossenschaft, die ganz verschiedenen kleinen Gewerbebetrieben und Projekten Raum gibt. Die Pfefferbergbrauerei hat heute ebenfalls ganz verschiedene Nutzer: ein Hostel, Gastronomie, ein Museum und ein Theater.

### Museen
An der Bernauer Straße befindet sich die Gedenkstätte Berliner Mauer, die den gesamten ehemaligen Mauerstreifen von der Schwedter Straße bis zur Gartenstraße umfasst. Dazu gehört auch die Gedenkstättenanlage an der Ackerstraße und das Besucherzentrum an der Ecke Garten- und Bernauer Straße.
Der Architekt Sergei Tchoban hat zusammen mit Sergey Kuznetsov in Berlin ein Haus für Architekturzeichnungen geschaffen, in dem nicht nur die international bekannte Sammlung der Tchoban Foundation ihre Heimat gefunden hat – das Museum für Architekturzeichnung, Christinenstraße 18 auf dem Gelände der Pfefferbergbrauerei.

### Besondere Bauten

#### Nicht mehr vorhandene Bauten
Im Jahr 1872 wurde am Weinbergsweg 14 das Waisenhaus der Jüdische Gemeinde, gebaut nach Plänen von Friedrich Hitzig, eröffnet. Nach den Stiftern Sara und Moritz Reichenhaim nannte man es auch Reichenheimsches Waisenhaus. Es wurde im Zweiten Weltkrieg zerstört.

Reichenheimsches Waisenhaus, Weinbergsweg 14
Marthashof, Schule, Schwedter Straße 37–40
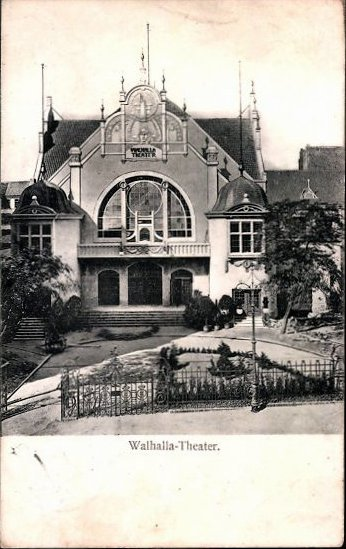
Walhalla-Theater, Weinbergsweg 20

Ein weiteres sozialen Zwecken dienender Gebäudekomplex war Marthashof an der Schwedter Straße 37–40. Die Kaiserswerther Diakonie gründete 1854 den Marthashof, eine evangelische Herberge und Bildungseinrichtung für junge Dienstmädchen. Die aus zahlreichen einzelnen Schul- und Wohngebäuden bestehende Anlage wurde im Zweiten Weltkrieg komplett zerstört.
Am Weinbergsweg 20 gab es ab 1906 das Walhalla-Theater. Von 1927 bis zu seiner Zerstörung 1943 befand sich hier Carows Lachbühne, das Theater des Schauspielers und Entertainers Erich Carow.

#### Bauten unter Denkmalschutz

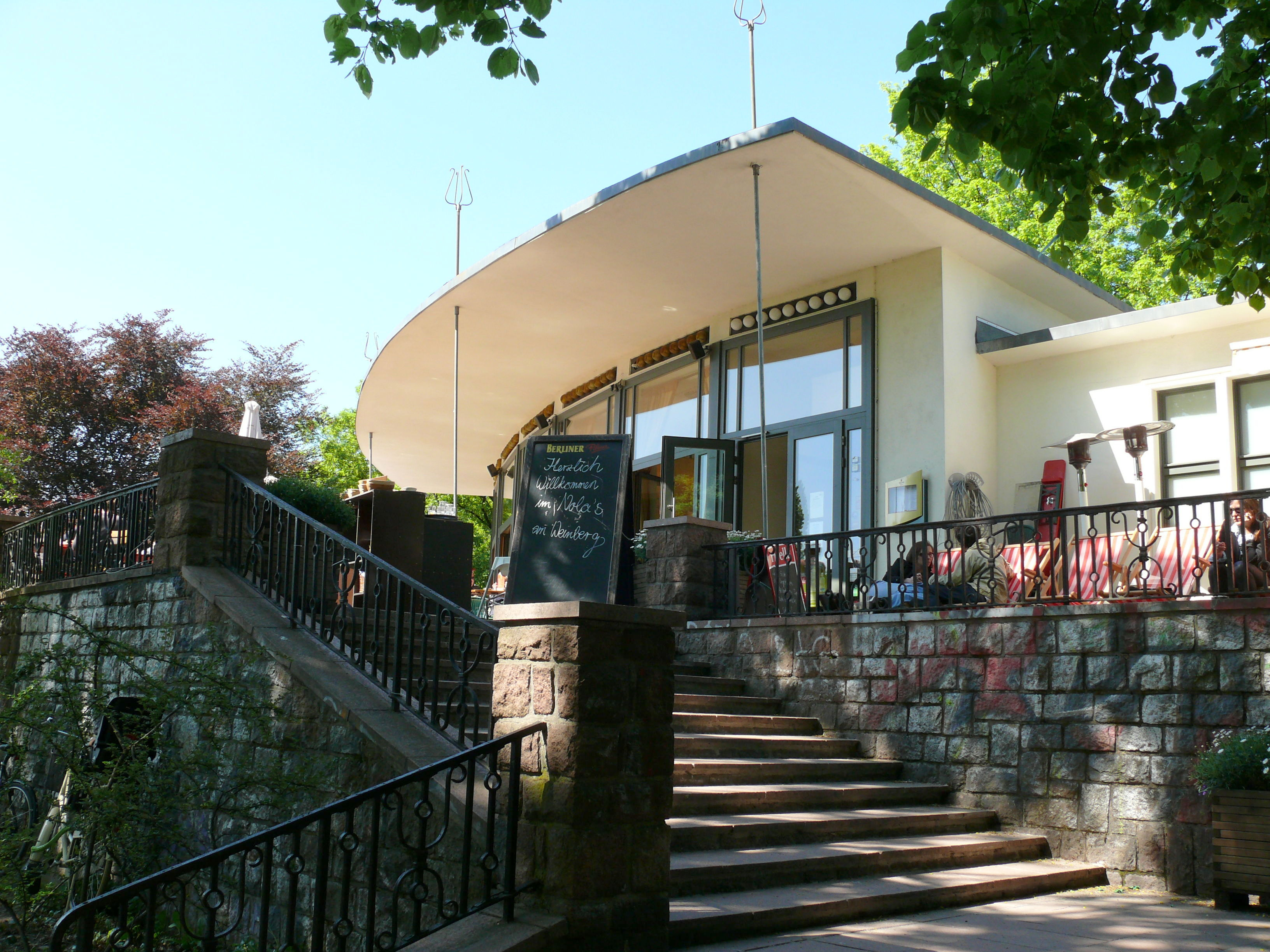
Café im Volkspark am Weinberg
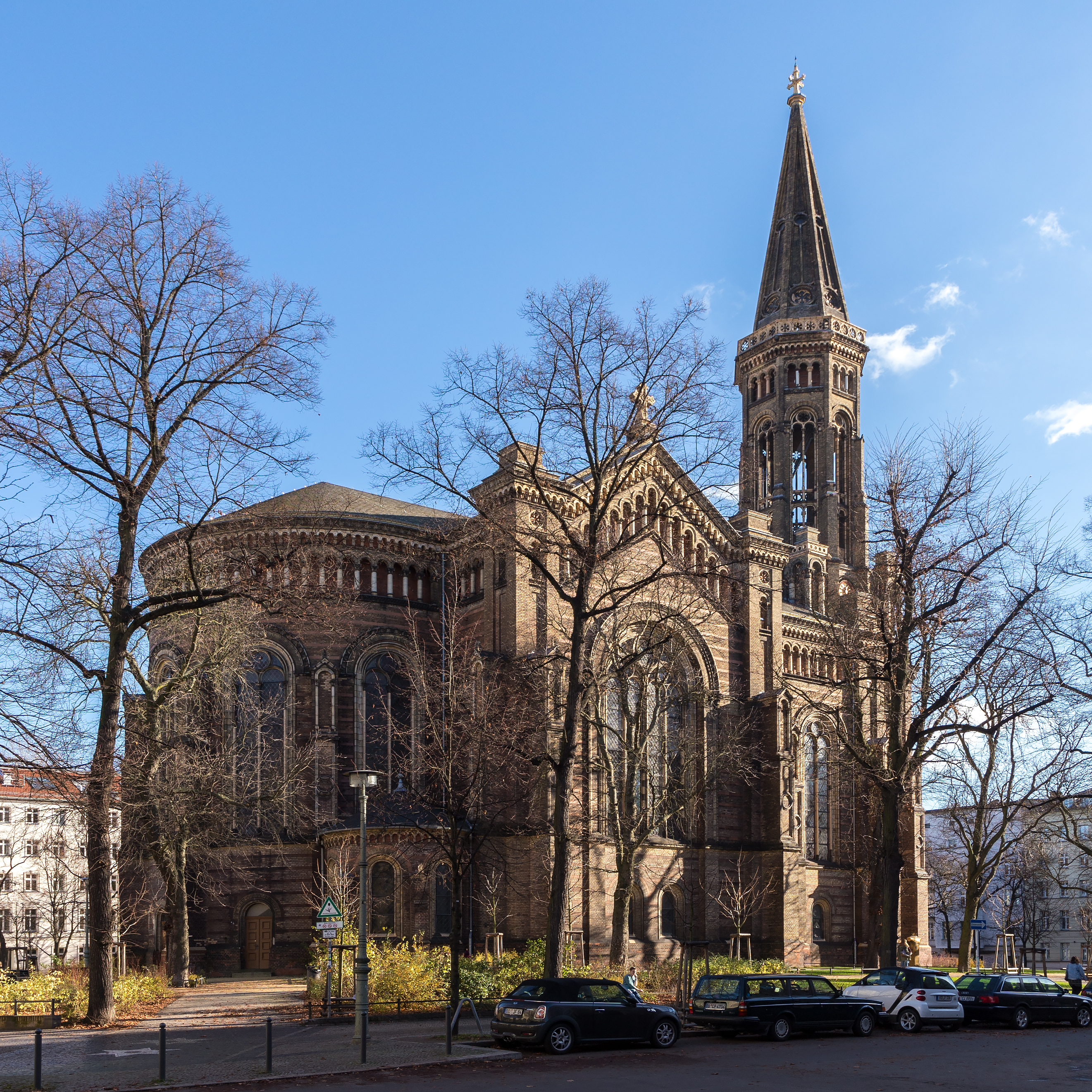
Zionskirche, Zionskirchplatz
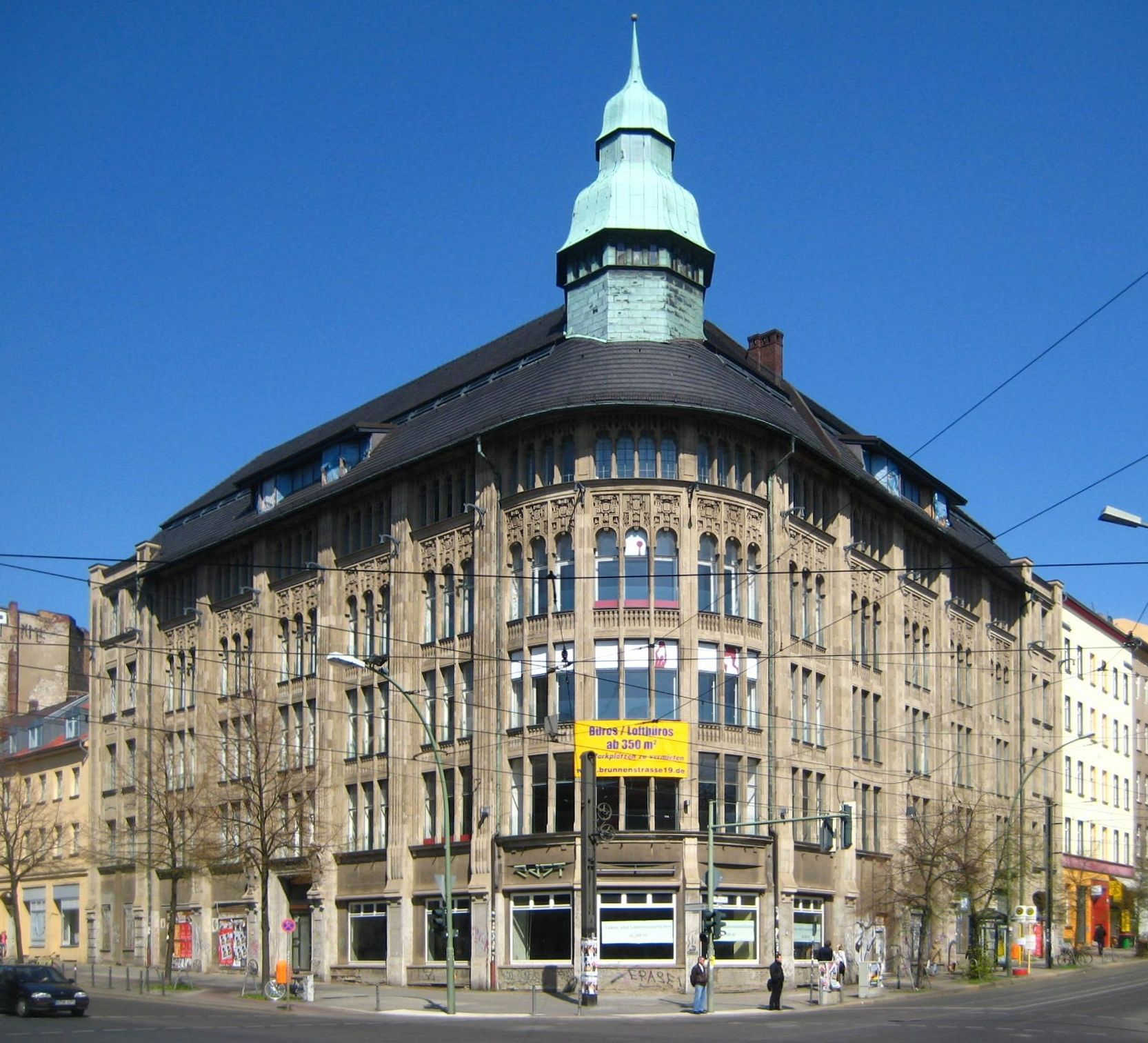
Ehemaliges Kaufhaus Jandorf, Brunnenstraße 19–21
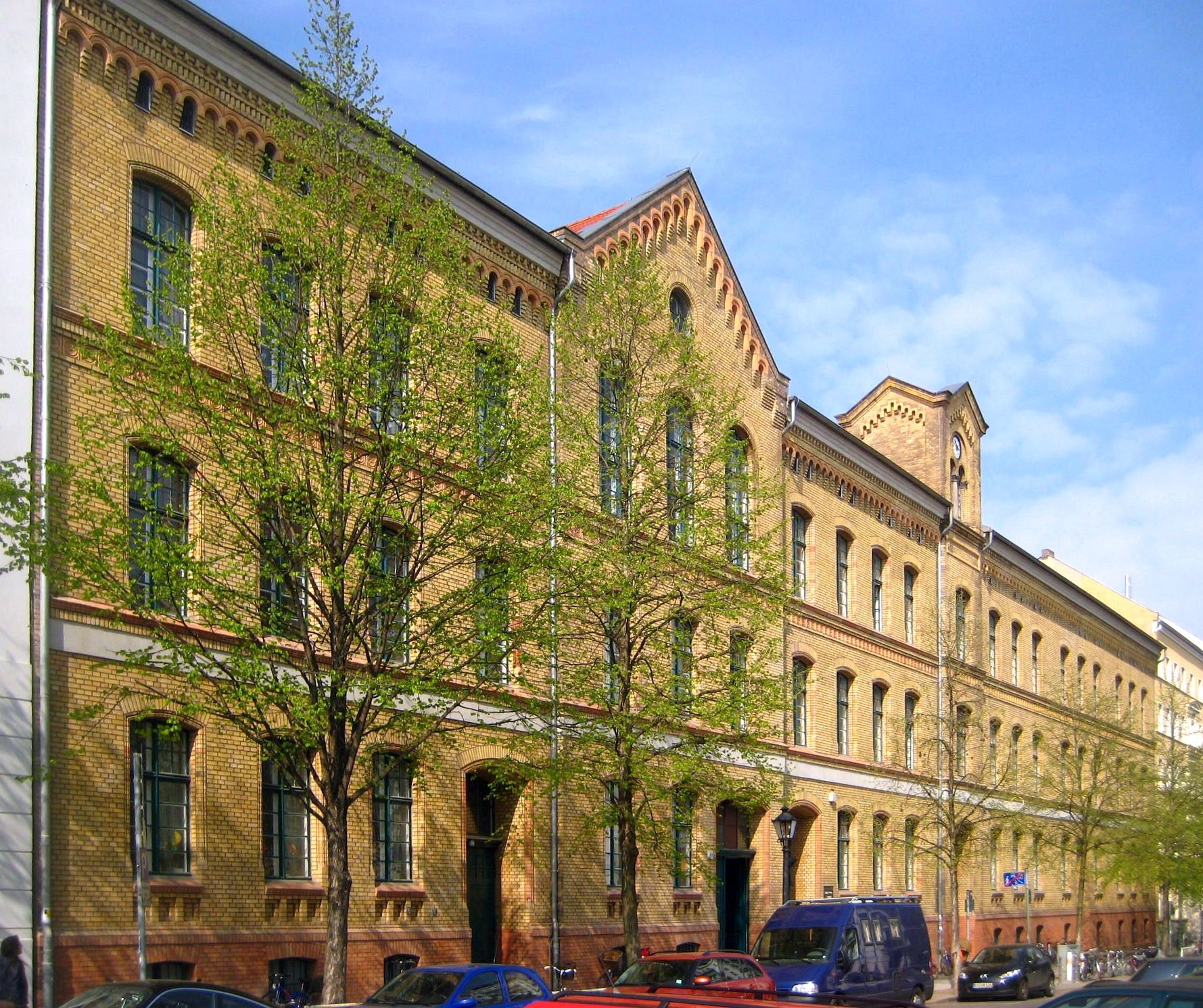
Grundschule am Arkonaplatz